# John Phillip Harison Acocks
John Phillip Harison Acocks, né le 7 avril 1911 au Cap, mort le 20 mai 1979 à Middelburg (Cap oriental), est un botaniste sud-africain, spécialiste des graminées, connu pour sa publication Veld Types of South Africa et sa vaste collection botanique de quelque 28 000 spécimens d'Afrique du Sud et de Namibie. En 1938, il effectua un voyage de collecte de quatre mois avec le botaniste suédois, Adolf Hjalmar Frederick Hafström, entre Le Cap et les  chutes Victoria..

## Enfance et études
John Phillip Harison Acocks est né au Cap de John Martin Acocks et Sarah Phoebe Petty. 
Après un cursus secondaire aux South African College Schools (SACS), il a étudié à l'université du Cap de 1929 à 1935 obtenant un baccalauréat universitaire ès lettres (B.A.) et une maîtrise universitaire ès sciences (M.Sc.). Il a été l'élève de Robert Stephen Adamson (1885-1965) et de Margaret Levyns (1890-1975).

## Carrière
Il fut d'abord affecté en janvier 1936 en tant qu'écologue des pâturages à la section de recherche sur les pâturages, dans la Division de l'industrie végétale. Il s'est consacré à des enquêtes botaniques sur les nouvelles stations de recherche sur les pâturages. En 1945, il est transféré à Estcourt (KwaZulu-Natal) à la Section de l'inspection botanique de la Division de la botanique et de la pathologie végétale, devenue par la suite l'Institut de recherche botanique. À partir de 1948, il est affecté en permanence au Grootfontein College of Agriculture à Middelburg.
Acocks a beaucoup contribué à la botanique sud-africaine dans trois domaines distincts :
1. son traitement des formations végétales (Veld Types) d'Afrique du Sud, dans lequel il classe la végétation en 75 classes, continue d'être un travail de référence précieux pour les chercheurs.
2. son analyse de l'impact de l'activité humaine sur la végétation a été largement révisée par les recherches actuelles, notamment en ce qui concerne l'effet du feu sur les prairies, les savanes et les forêts. Il existe cependant de nombreuses preuves montrant des changements considérables dans la faune et la flore de Karoo au cours des trois derniers siècles.
3. ses points de vue pionniers sur la réhabilitation et la gestion du veld restent des lignes directrices importantes pour les communautés agricoles d'Afrique du Sud[2].

Il a été président de la section C de la Southern Africa Association for the Advancement of Science (Société sud-africaine pour l'avancement des sciences) en 1963, et a reçu la médaille du capitaine Scott par la South African Biological Society (société sud-africaine de biologie) en 1977.
Acocks a travaillé sur une version révisée des Veld Types, qu'il a achevée peu de temps avant sa mort, et qui est conservée dans les archives du National Botanical Institute (NBG). Son deuxième livre, Key Grasses of South Africa, a été publié en 1990.

## Publications
- Veld Types of South Africa - John Phillip Harison Acocks  (ISBN 0-621-02256-X)  (ISBN 9780621022568) (Botanical Research Institute, 1975)
- Acock's Notes: Key Grasses of South Africa - (Grassland Society of South Africa, 1990)  (ISBN 0-620-14282-0)